# Mette Nielsen (taekwondo)
Mette Nielsen es una deportista danesa que compitió en taekwondo. Ganó una medalla de plata en el Campeonato Europeo de Taekwondo de 1984 en la categoría de –64 kg.

## Palmarés internacional
| Campeonato Europeo | Campeonato Europeo | Campeonato Europeo | Campeonato Europeo |
| Año                | Lugar              | Medalla            | Categoría          |
| ------------------ | ------------------ | ------------------ | ------------------ |
| 1984               | Stuttgart (RFA)    | Medalla de plata   | –64 kg             |